# Elena Yerevan - My Guitar
My Guitar este un album de muzică de două CD-uri, interpretată la chitară acustică și voce de Elena Nikoghosyan alias Elena Yerevan.
Discurile au fost înregistrate după ce în 2016, Elena a fost descoperită de casa de discuri indie numită Dance Plant Record Inc. din Montreal, Canada.
Înregistrările sunt cântece tradiționale cântate în diferite limbi: spaniolă, limba ei maternă armeană, franceză și instrumental.
Cântecele în limba spaniolă, chiar dacă unele la origine sunt de limbă italiană (Volare, Marina Marina) sau engleză (Hotel California), sunt în parte preluate din repertoriul grupului Gipsy Kings, al cântăreților italieni, englezi sau francezi.
Piesele instrumentale alese pentru acest album, sunt din repertoriul cantautorului Paco Peña aflate pe discul Paco Peña – Toques Flamencos.

## Înregistrări
CD 1
în spaniolă
- 1-1 Volare – textul de Franco Migliacci, muzica Domenico Modugno, prelucrat de Gipsy Kings
- 1-2 Habla Me – compus de Gipsy Kings
- 1-3 No Volvere – compus de Ernesto M. Cortázar, Manuel Esperón
- 1-4 Bailando – compus de Alexander Hernandez Delgado, Enrique Iglesias
- 1-5 Moliendo Cafe – compus de José Manzo
- 1-6 Tristessa – compus de Nicolás Reyes / Patchai Reyes / Jahloul Bouchikhi / Bruno Baliardo / Paul Roger Reyes / Victor Baliardo Maurice / Tonino Baliardo[2]
- 1-7 Amor Amor Amor – compus de Nino Rastelli, Gabriel Ruiz, Ricardo López Méndez din repertoriul cântăreței Gigliola Cinquetti
- 1-8 El Camino – textul de Nicolás Reyes, Tonino Baliardo, Chico Bouchikhi, André Reyes, Paco Baliardo (Gipsy Kings)
- 1-9 Bamboleo – cmpus de Nicolas Reyes, Tonino Baliardo, Chico Bouchikhi, Simón Díaz (Gipsy Kings)
- 1-10 Cancion Del Mariachi – compus de César Rosas
- 1-11 Hotel California – compus de Don Henley, Don Felder, Glenn Frey (Eagles)
- 1-12 Escucha Me – compus de Tonino Baliardo, Nicolás Reyes
- 1-13 Marina Marina – compus de Rocco Granata, prelucrat de Gipsy Kings
- 1-14 Djobi Djoba – compus de Antoine Baliardo Tonino, Victor Baliardo Maurice, Jahloul Bouchikhi, Bruno Baliardo, Nicolas Reyes, Paul Roger Reyes, Patchai Reyes[3]
- 1-15 El Toro Y La Luna – compus de Emilio el Moro, Carlos Castellanos, Alejandro Cintas

instrumental
- 1-16 Farruca, din repertoriul lui Paco Peña (în stil de farucă)
- 1-17 Herencia Latina, compus de Paco Peña
- 1-18 A Paso Lento (Tientos)
- 1-19 El Nuevo Dia (stil Colombiana), compus de Paco Peña

CD 2
în armeană
- 2-1 Getashen
- 2-2 Gini Lits
- 2-3 Mer Siro Ashune
- 2-4 Sareri Qami
- 2-5 Miak Ser
- 2-6 Lusabac
- 2-7 Yerevani Gishernerum
- 2-8 Cer Gnchuhi
- 2-9 Paterazm Eq Gnum
- 2-10 Qo Champan

în franceză
- 2-11 La Vie En Rose – compus de Edith Piaf, Louiguy
- 2-12 Je Saute Partout – compus de Isabelle Geffroy / Ilan Abou
- 2-13 Les Passants – compus de Isabelle Geffroy, Tristan Solanilla[4]
- 2-14 Je Veux – compus de Tristan Solanilla și Ker Eddine Soltani